# Tinea mellitacta
Tinea mellitacta är en fjärilsart som beskrevs av Diakonoff 1955. Tinea mellitacta ingår i släktet Tinea och familjen äkta malar. Inga underarter finns listade i Catalogue of Life.